# Léopold III (margrave d'Autriche)
Pour les articles homonymes, voir Léopold III, Léopold d'Autriche et Léopold.
Léopold III dit « le Pieux » (en allemand : der Heilige ou der Fromme), né en 1073 et mort le 15 novembre 1136 près de Klosterneuburg, fut margrave d'Autriche de 1095 à sa mort. Issu de la maison de Babenberg, il est le fondateur des abbayes de Klosterneuburg et de Heiligenkreuz, un saint catholique fêté le 15 novembre, ainsi que le saint patron de l'Autriche en général, de Vienne et du Land de Basse-Autriche.

## Biographie
Natif de Melk ou de Gars am Kamp, la résidence des Babenberg à cette époque, Léopold III est le fils de Léopold II de Babenberg, dit le Beau, et de son épouse Ida de Cham. Son père a gouverné le margraviat d'Autriche à partir de 1075, au moment de l'âpre querelle des Investitures entre le roi Henri IV et le pape Grégoire VII. Le margrave a pris distance du roi ; il est en outre de moins en moins tributaire du pouvoir central.
Léopold III devient sixième margrave d'Autriche à la mort de son père le 12 octobre 1095 ; il s'appelait princeps terrae et a poursuivi les objectifs d'arriver à une autonomie la plus grande possible dans ses domaines. Vers 1104, il épouse la comtesse Adélaïde de Perg et deux ans plus tard, en secondes noces, Agnès de Franconie, la deuxième fille de l’empereur Henri IV, ce qui lui confère un grand prestige. Agnès était par ailleurs la veuve du duc Frédéric Ier de Souabe, issu de la maison de Hohenstaufen. En 1125, à la mort de l'empereur Henri V, le dernier de la dynastie franconienne, les princes lui offrirent la couronne impériale, mais Léopold déclina l'offre en vue de son âge avancé, préférant se consacrer à la principauté danubienne. À la place, les fils du duc Frédéric de Souabe, Frédéric II et Conrad III de Hohenstaufen, ont lutté pour la succession, tout d'abord en vain. En 1127, Conrad III fut élu antiroi opposant Lothaire de Supplinbourg.

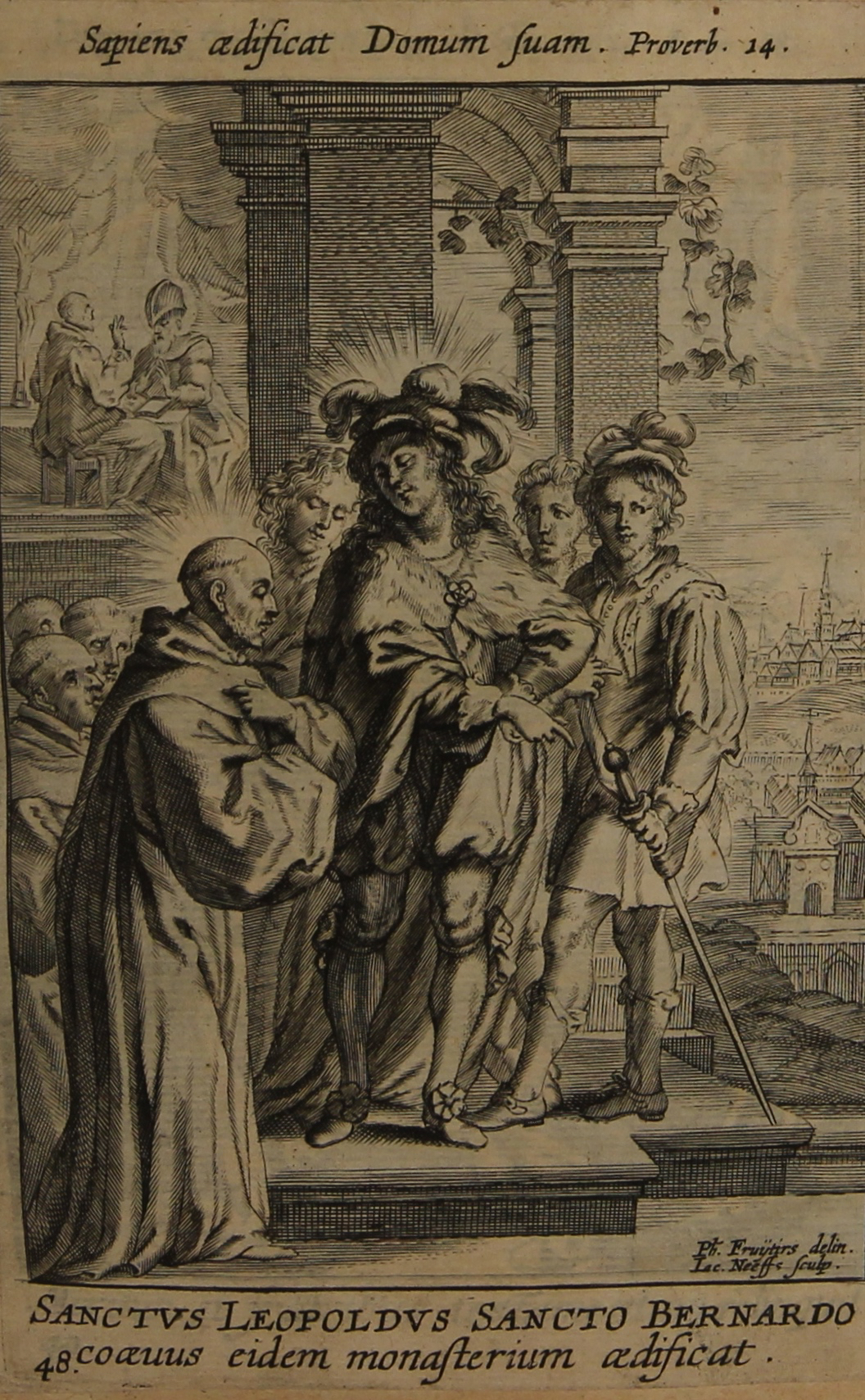
Léopold et Bernard, gravure sur cuivre (1653).

Léopold établit son autorité sur Vienne, la future capitale d'Autriche, tout en résidant à Klosterneuburg où il a fondé un couvent des chanoines en 1114. Au cours de ses quarante années de règne, quand Bernard de Clairvaux était encore en vie, il facilite la diffusion des instituts religieux et introduisit le monachisme cistercien en Autriche. En 1133, le margrave a fondé le monastère cistercien de Heiligenkreuz dans les montagnes du Wienerwald. Léopold fonde également l'abbaye cistercienne de Klein-Mariazell près d'Altenmarkt. Il favorisa les villes de Vienne, de Klosterneuburg et de Krems ; les œuvres de Heinrich von Melk et d'Ava von Göttweig ont été réalisées sous son règne.
Le margrave Léopold III est mort des séquelles d'un accident de chasse le 15 novembre 1136, à l'âge de 63 ans, et a été enterré à l'abbaye de Klosterneuburg qu'il avait fondée. Il laisse le souvenir d’un bon administrateur, et laisse au clergé de riches donations. Loué par le pape dès sa mort, il sera canonisé le 6 janvier 1485. À l'instigation de son homonyme Léopold Ier, il deviendra le patron de l'Autriche en 1663.
Il est aussi considéré comme le patron de Léopold Ier (roi des Belges) et donc de la dynastie belge ; c'est pourquoi les fonctionnaires belges et les élèves des écoles organisées par les autorités publiques belges ont congé le 15 novembre, y compris lorsque le roi régnant porte un autre prénom.

## Descendance
Marié à Adélaïde de Perg, il en a un fils :
- Adalbert qui épouse Hedwige une fille d'Álmos de Hongrie.

Remarié en 1106 à Agnès de Franconie (1073-1143), fille d'Henri IV, roi des Romains, et de Berthe de Savoie, il en a 10 enfants :
- Henri II Jasomirgott (1107-1177) ;
- Léopold IV (1108-1141) ;
- Othon (1112-1158), évêque de Freising ;
- Uta (1110-1154), épouse Luitpold de Plain ;
- Agnès (1111-1157), épouse Ladislas II le Banni, duc de Silésie et de Pologne ;
- Judith (1115-1168), épouse le marquis Guillaume V de Montferrat ;
- Élisabeth (?-1143), épouse le comte Hermann II de Winzenburg ;
- Konrad (1120-1168) ; 1148 évêque de Passau puis en 1164 archevêque de Salzbourg ;
- Gertrude (1120-1151), épouse le roi Vladislav II de Bohême ;
- Berthe (?-1120), épouse d'Adalbert d'Elchingen, comte de Ravenstein (vers 1075-1120).